# Corvus Corax (együttes)
A Corvus Corax (latinul: holló) német középkori zenét játszó zenekar. Az együttes 1989-ben alakult meg. Jelenleg hét taggal rendelkeznek. Albumaikat a saját kiadójuk, a "Pica Records", illetve a "Noir Records" lemezkiadók jelentetik meg. A Pica Records Európában, míg a Noir Records az Egyesült Államokban dobja piacra a lemezeket. 2005 óta az egyik alapító tagjuk, "Meister Selbfried" visszavonult a zenekarból, hogy a Pica Records-ra koncentráljon.
1998-ban új együttest alapítottak a tagok, Tanzwut néven, amely az ugyanilyen című 1996-os EP sikere miatt alakult meg. Magyarországon is felléptek 1998 és 2006-ban a győri Mediawave fesztiválon, 2009-ben az A38 Hajón.

## Diszkográfia
- Ante Casu Peccati (1989)
- Congregatio (1990)
- Inter Deum et Diabolum Semper Musica Est (1993)
- Tritonus (1995)
- Live auf dem Wässerschloss (koncertalbum, 1998)
- Viator (1998)
- Tempi Antiquii (válogatáslemez, 1999)
- Mille Anni Passi Sunt (2000)
- In Electronica Remixe (2000)
- Seikilos (2002)
- Gaudia Vite (koncertalbum, 2003)
- Best of Corvus Corax (2005)
- Cantus Buranus (2005)
- Cantus Buranus Live in Berlin (2006)
- Venus Vina Musica (2006)
- Kaltenberg anno MMVII (2007)
- Cantus Buranus II (2008)
- Cantus Buranus - Das Orgelwerk (2008)
- Live in Berlin (2009)
- Sverker (2011)
- Sverker Live at Summer Breeze & Castlefest (2011)
- Gimlie (2013)
- Ars Mystica - Selectio 1989-2016 (2016)
- Der Fluch der Drachen (2017)
- Skál (2018)